# Quintanilla de Arriba
Quintanilla de Arriba est une commune de la province de Valladolid dans la communauté autonome de Castille-et-León en Espagne.

## Économie
Cette localité est vinicole, et fait partie de l'AOC Ribera del Duero.

## Sites et patrimoine
Les édifices les plus caractéristiques de la commune sont :
- Église Nuestra Señora de la Asunción.
- Chapelle del Cristo.